# Voorste oogkamer

4: Voorste oogkamer

De voorste oogkamer of camera anterior bulbi oculi is de ruimte in het oog die zich bevindt tussen het hoornvlies (cornea) en het regenboogvlies (iris). Door de extra kromming van het hoornvlies en het grote verschil in brekingsindex van het vocht in de voorste oogkamer en de lucht, vormt de voorste oogkamer een sterke lens, met een sterkte van ca. 43 dioptrie. De eigenlijke ooglens, die zich achter de iris bevindt, met ongeaccommodeerd een sterkte van ca. 15 dioptrie, vult deze sterkte aan tot een totale sterkte van het oog van ca. 58 dioptrie.